# روح‌الله مهرابی
روح‌الله مهرابی (زاده ۳۰ شهریور ۱۳۵۸) بازیگر سینما، تئاتر و تلویزیون اهل کشور ایران است.

## زندگی‌نامه
روح اله مهرابی در روز ۳۰ شهریور ۱۳۵۸ در قزوین بدنیا آمد. ورود او به عرصه بازیگری در سن ۱۲ سالگی و در کنار علیرضا رحمانی اتفاق افتاد. او پس از ۸ سال فعالیت مستمر در این رشته در سال ۱۳۷۸ در رشته بازیگری و کارگردانی تئاتر وارد دانشگاه و در سال ۸۳ فارغ التحصیل شد.
او همزمان با تحصیل در دانشگاه با افرادی چون قطب‌الدین صادقی و داوود میرباقری در تئاتر به عنوان بازیگر تجربه هایی کسب کرد و برای نخستین بار در یک اثر سینمایی به کارگردانی یدالله صمدی مقابل دوربین رفت. او همچنین تجربه ساخت چندین فیلم کوتاه و بلند و چندین مجموعه و فیلم بلند مستند را در کارنامه خود دارد و در عرصه تهیه‌کنندگی نیز چند مجموعه و فیلم را تهیه کرده است.

## فیلم‌های سینمایی
| سال  | نام فیلم                | نام نقش | نام کارگردان | نکات مهم |
| ---- | ----------------------- | ------- | ------------ | -------- |
| ۱۳۹۸ | شنای پروانه             |         | محمد کارت    |          |
| ۱۳۹۵ | بیو گرافی               |         |              |          |
| ۱۳۹۳ | شیفت شب                 |         |              |          |
| ۱۳۹۳ | کربلا جغرافیای یک تاریخ |         |              |          |
| ۱۳۸۹ | سوت پایان               |         |              |          |
| ۱۳۸۹ | حبیب                    |         |              |          |
| ۱۳۸۷ | دلخون                   |         |              |          |
| ۱۳۸۷ | موش                     |         |              |          |
| ۱۳۸۴ | شهر آشوب                |         |              |          |
| ۱۳۸۱ | بانوی من                |         |              |          |

## سریال تلویزیونی
| سال        | نام فیلم                     | نام نقش | نام کارگردان       | نکات مهم |
| ---------- | ---------------------------- | ------- | ------------------ | -------- |
| ۱۴۰۳       | ذهن زیبا                     |         | سیدمحمدرضا خرمندان |          |
| ۱۴۰۰       | گاندو ۲                      |         | جواد افشار         |          |
| ۱۳۹۶       | دیوار شیشه ای                |         | نوید میهن دوست     |          |
| ۱۳۸۸تا۱۳۹۳ | شاید برای شما هم اتفاق بیفتد |         |                    |          |
| ۱۳۹۱       | یک لحظه دیرتر                |         | راما قویدل         |          |
| ۱۳۸۹       | گمشده                        |         | راما قویدل         |          |
| ۱۳۸۷       | شب میگذرد                    |         | راما قویدل         |          |
| ۱۳۸۵       | سلام                         |         | فرهاد توحیدی       |          |

## فیلم تلویزیونی
| سال  | نام فیلم    | نام نقش | نام کارگردان   | نکات مهم |
| ---- | ----------- | ------- | -------------- | -------- |
| ۱۳۹۰ | دوستان خوب  |         | فریدون حسن پور |          |
| ۱۳۸۷ | دوباره بهار |         | راما قویدل     |          |